# Дэинъа (цзянцзюнь)
Дэинъа (1768–1840) – китайский чиновник маньчжурского происхождение империи Цин. Цзянцзюнь Или (27.08.1826-12.07.1829).

## Биография
Служил в разных должностях империи Цин. 1826 году был назначен генерал-губернатором Или. При нем усилилась борьба Джахангира ходжы. Но он смог подавить восстание и взял в плен Джахангир ходжы. 1828 году Джахангир ходжа был казнен в Пекине. Докладывал императору Даогуану об отношениях казахском султане Абылая, сына Адиля, внук Абылай хана с России, Кокандом и Восточным Туркестаном.